# Nördlinger Ries
Nördlinger Ries – kolista depresja w zachodniej części Bawarii, Niemcy. Miasto Nördlingen jest położone ok. 6 km na południowy zachód od punktu centralnego tej depresji. Jest to krater uderzeniowy powstały 14,3–14,5 miliona lat temu (w miocenie).
Pierwotna średnica obrzeża krateru wynosiła prawdopodobnie ok. 24 km, średnica dna ok. 10 km, a głębokość ok. 700 m. Obecne dno depresji znajduje się ok. 100–150 m poniżej współczesnego (zerodowanego) obrzeża. Na dnie spoczywa 35-metrowej grubości warstwa osadów jeziornych, pamiątka po jeziorze, które istniało niegdyś w kraterze.
40 kilometrów dalej na południowy zachód znajduje się mniejszy, niespełna czterokilometrowej średnicy krater Steinheim. Oba kratery powstały w tym samym czasie (w granicy niepewności pomiaru), uważa się, że utworzyło je uderzenie w Ziemię planetoidy o średnicy ok. 1,5 km i jej księżyca.
Przeprowadzone pomiary grawimetryczne ujawniły na terenie depresji Nördlinger Ries anomalię, na podstawie której oszacowano ubytek masy skorupy ziemskiej w kraterze na 30 do 60 miliardów ton. Oznacza to, że w momencie uderzenia wyrzuceniu uległo kilkadziesiąt km³ materiału skalnego.
Z kraterem tym związane jest powstanie mołdawitu, występującego w Czechach.

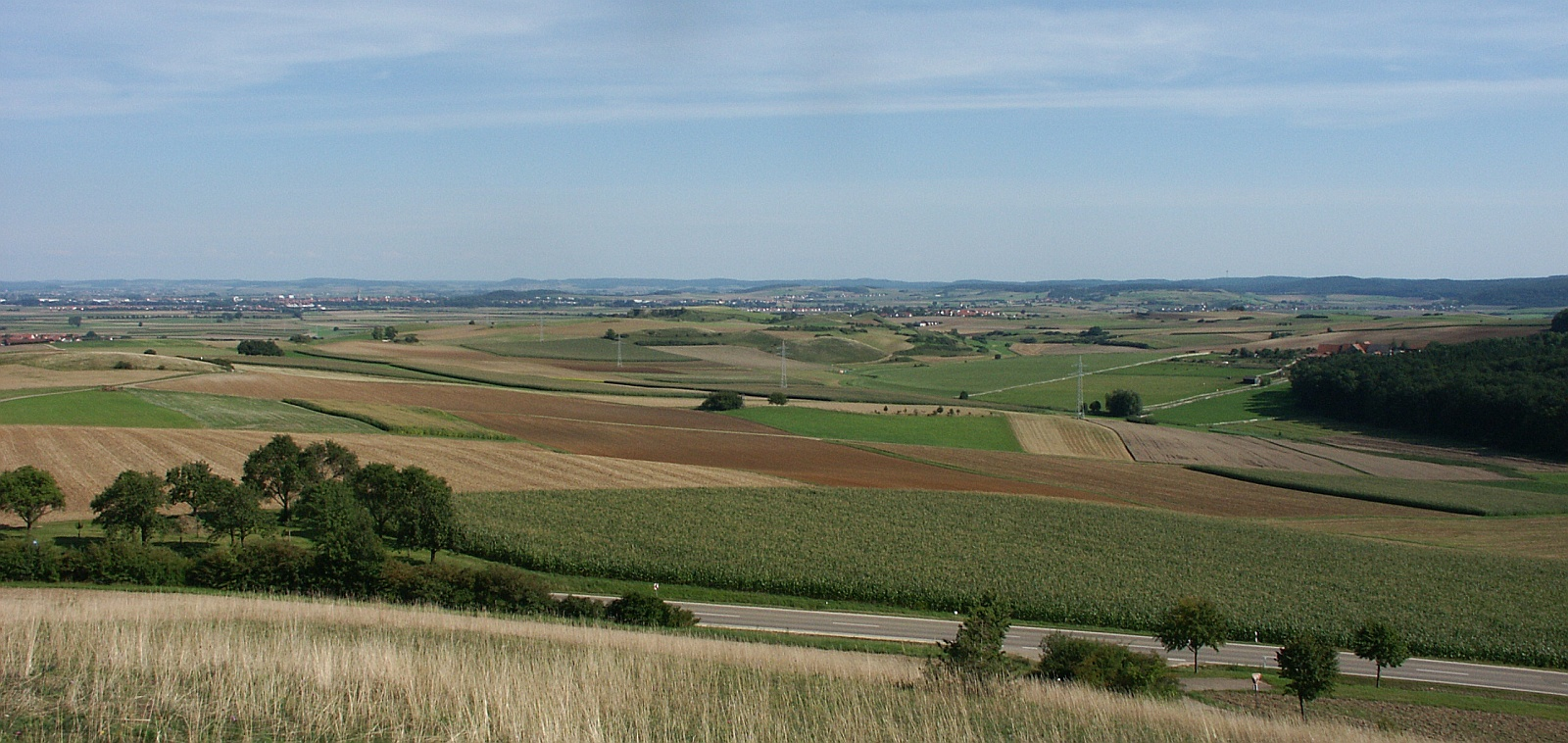
Widok na Nördlinger Ries
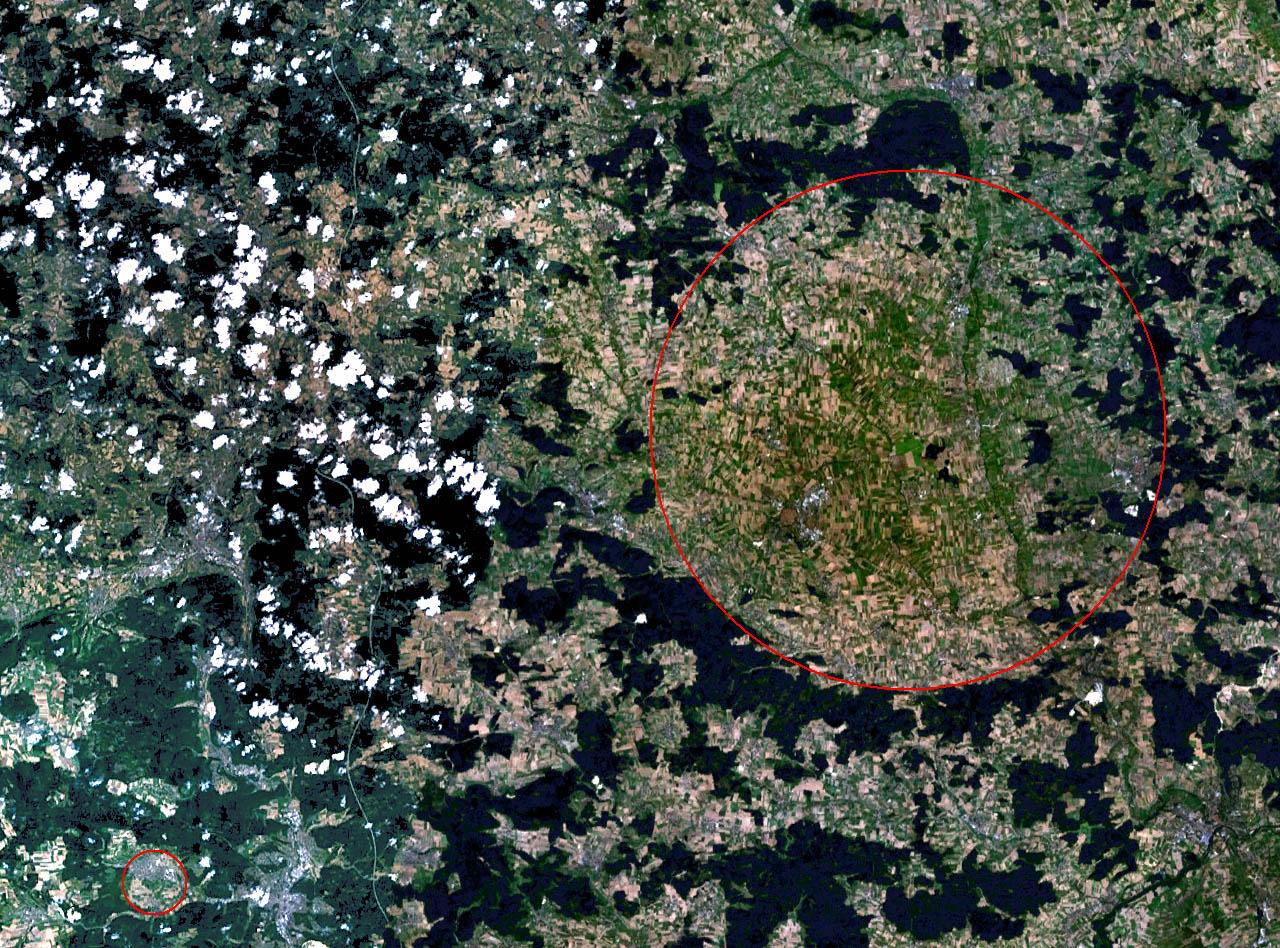
Kratery Ries i Steinheim (mały w lewym dolny rogu)
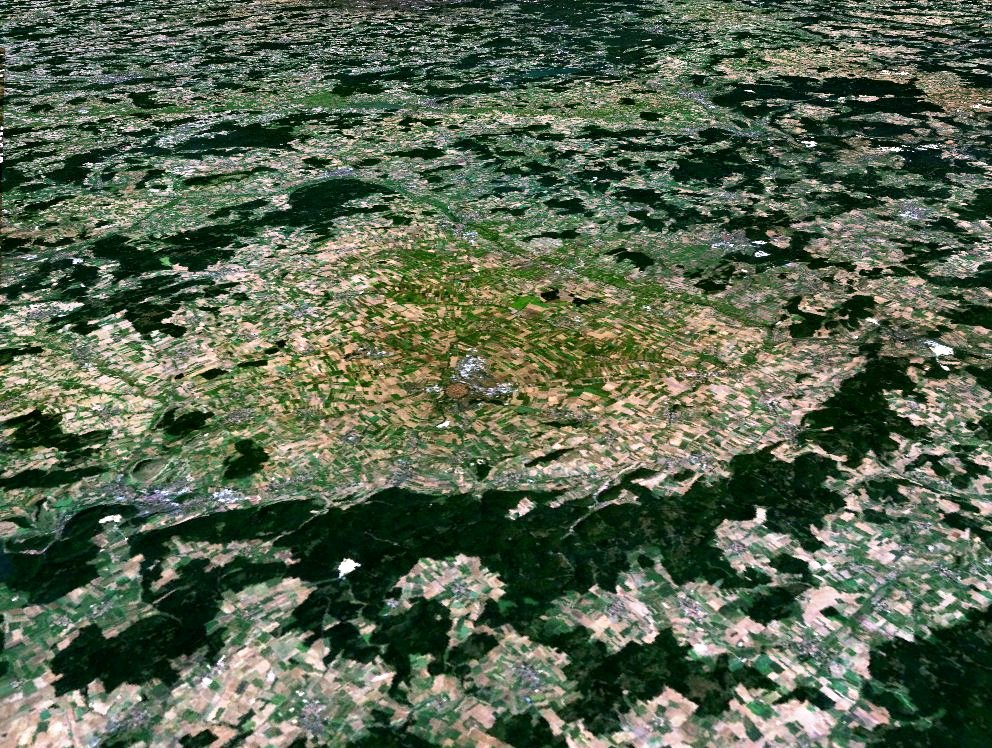
Widok na krater główny z południowego zachodu
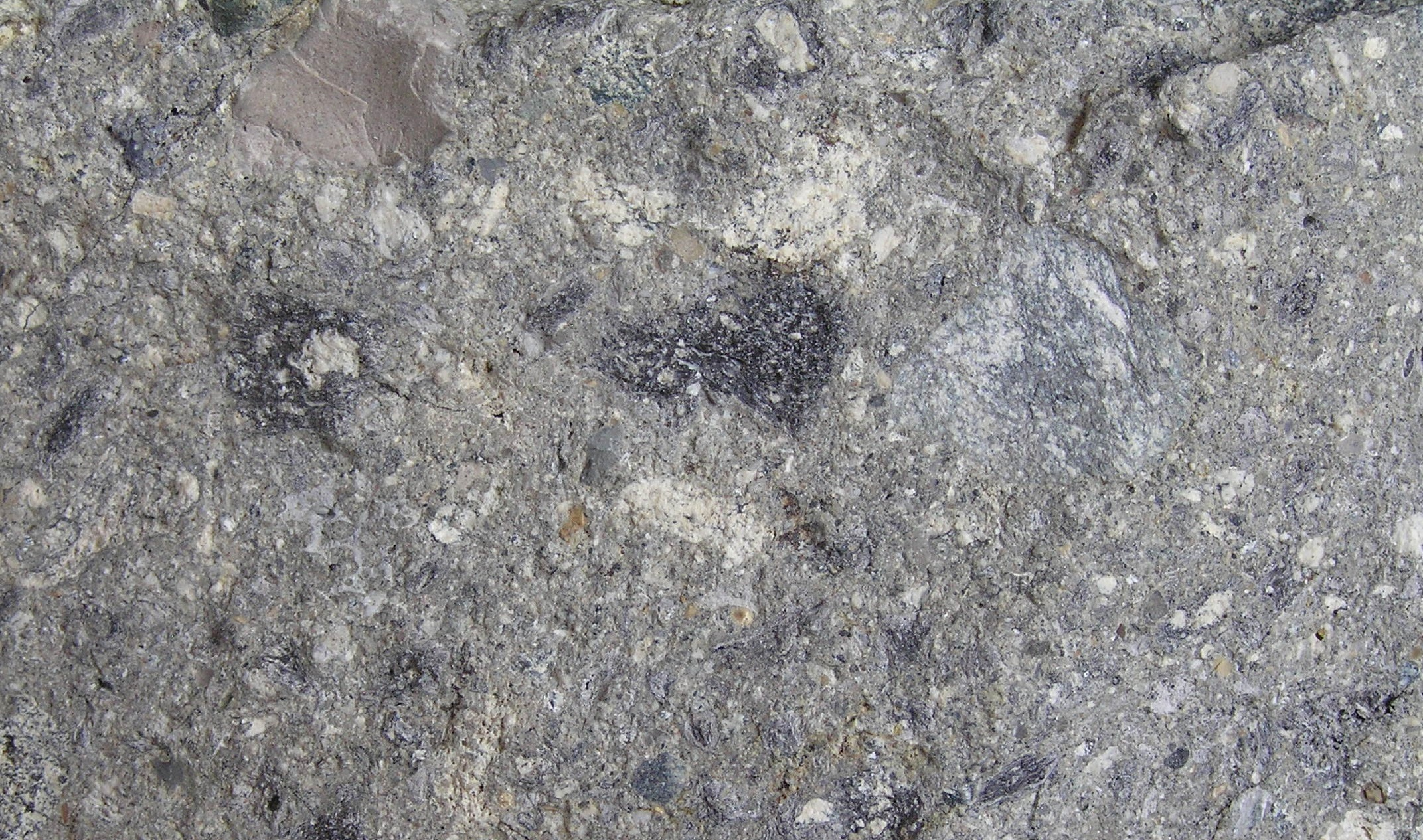
Suevit z Nördlinger Ries — charakterystyczna skała powstał w wyniku uderzenia
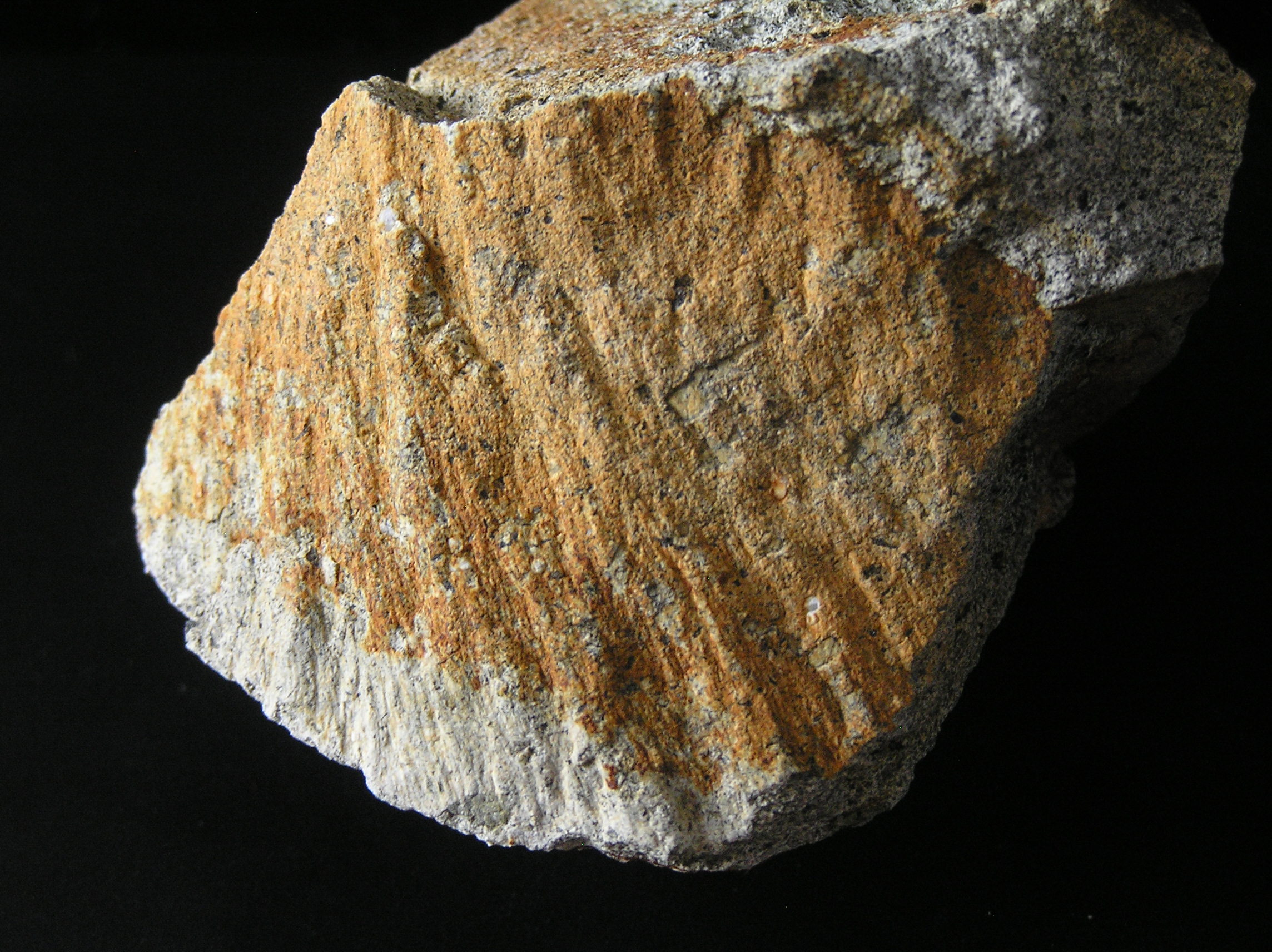
Typowy stożek zderzeniowy z Wengenhausen
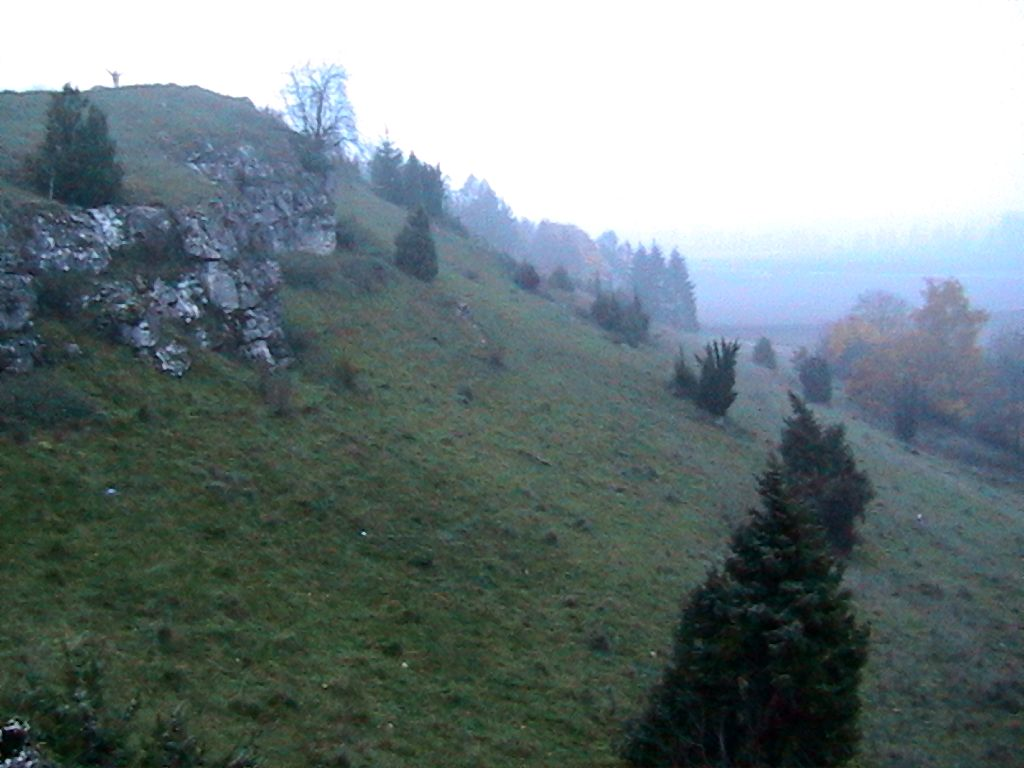
Obrzeże krateru w pobliżu wsi Mönchsdeggingen